# Damjanica
Damjanica (bułg. Дамяница) – wieś w Bułgarii, w obwodzie Błagojewgrad, w gminie Sandanski. Według Ujednoliconego Systemu Ewidencji Ludności oraz Usług Administracyjnych dla Ludności, miejscowość zamieszkuje 1319 mieszkańców.
Miejscowość do 1934 roku nazywała się Orman cziflik. Nazwa miejscowości nadana została na cześć działacza Bułgarskiego Ruchu Wyzwolenia Narodowego w Macedonii i Edirne Damjana Gruewa.